# Société d'exploitation des tramways
Ne doit pas être confondu avec SETRAM.
La Société d'exploitation des tramways (connue sous l'acronyme SETRAM, en arabe : سيترام) est une société algérienne chargée de l'exploitation et de la maintenance des tramways algériens. La société a été créée en septembre 2012, elle est issue d'un accord entre l'Entreprise de transport urbain et suburbain d'Alger (ETUSA), l'Entreprise Métro d'Alger (EMA) et la Régie autonome des transports parisiens (RATP).  
À partir du 21 mars 2023 la SETRAM est devenue une entreprise entièrement algérienne.
La SETRAM exploite les tramways d'Alger, de Constantine, Mostaganem,  d'Oran, de Ouargla, de Sétif et de Sidi Bel Abbès.

## Historique
Créée en septembre 2012, la SETRAM était une co-entreprise algéro-française filiale des sociétés algériennes ETUSA (36 %) et EMA (15 %), filiale du groupe Transtev, et de la société française RATP Dev (49 %), filiale du groupe RATP. Initialement, la co-entreprise SETRAM devaient être détenue à 49 % par RATP El Djazaïr, à 30 % par l'EMA et à 21 % par l'ETUSA. 
Le 21 mars 2023, la Transtev rachète les parts de la RATP El Djazaïr, ce qui fait qu'elle détient désormais 85% de la société.

## Missions
À sa création, la SETRAM se voit confier comme mission l'exploitation et la maintenance des lignes de tramway algérien existantes ou en projet. Elle s'est fixé comme objectifs : 
- d'offrir un service de transport de haute qualité en intégrant la sécurité, le confort, la régularité et la propreté ;
- d'accompagner les algériens pendant la période d'adaptation à l'utilisation du nouveau mode de transport qu'est le tramway et l'ancrer dans leurs habitudes de déplacements ;
- d'assurer le transfert de savoir-faire des experts du groupe RATP vers l’ensemble des salariés de la SETRAM ;
- de se positionner comme référence en Afrique et dans le monde.

## Activités
La SETRAM exploite actuellement :
- le tramway d'Alger, mis en service le 8 mai 2011 ;
- le tramway d'Oran, mis en service le 2 mai 2013 ;
- le tramway de Constantine,  mis en service le 4 juillet 2013 ;
- le tramway de Sidi Bel Abbès, mis en service le 26 juillet 2017 ;
- le tramway de Ouargla, mis en service en 20 mars 2018 ;
- le tramway de Sétif, mis en service le 8 mai 2018 ;
- le tramway de Mostaganem, mis en service le 18 février 2023.

## Identité visuelle
En janvier 2024, la SETRAM dévoile sa nouvelle identité visuelle, à l'occasion de son 10e anniversaire.

### Logotype

Logo de 2012 à 2024
Logo actuel depuis 2024.

### Slogan
- de 2012 à 2024 : « Acteur de mobilité », (en arabe : « عامل التنقل ») ;
- depuis 2024 : « Mobilité réinventée », (en arabe : « حركية متجددة »).